# Сан-Франциско Форти Найнерс
Сан-Франци́ско Фо́рти На́йнерс (англ. San Francisco 49ers) — профессиональный клуб по американскому футболу, выступающий в Западном дивизионе Национальной футбольной конференции Национальной футбольной лиги. Команда была основана в 1946 году и выступала во Всеамериканской футбольной конференции, а в 1949 году вошла в состав НФЛ после объединения двух лиг. С 1981 по 1994 год клуб выиграл 5 Супербоулов. С пятью победами команда делит второе место с «Даллас Ковбойз» по количеству завоёванных чемпионских титулов.
Название «Форти Найнерс» (англ. 49ers, «люди 49-го») происходит от прозвища, данного золотоискателям, резко нахлынувшим в Северную Калифорнию в 1849 году во время Калифорнийской золотой лихорадки.

## История

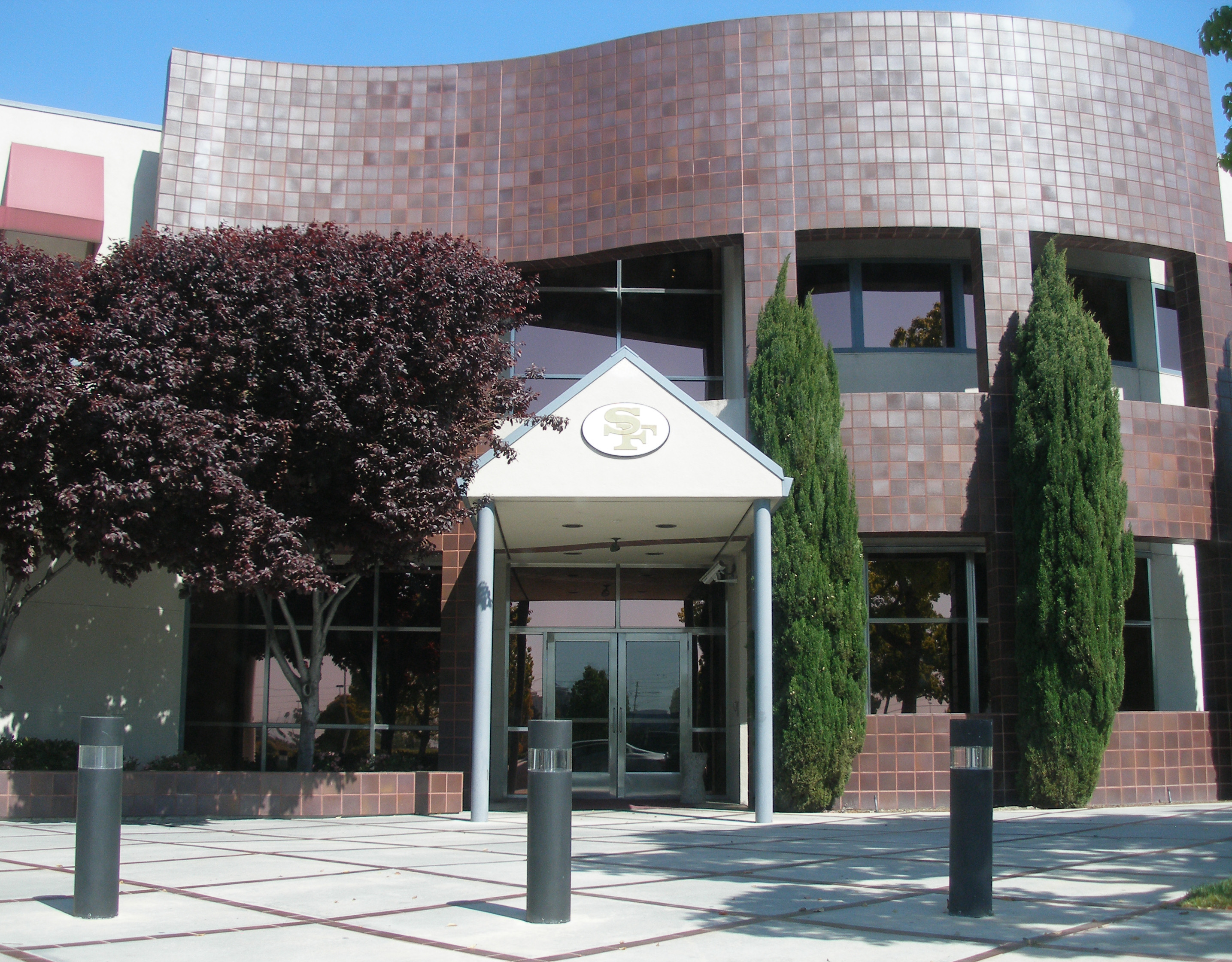
Штаб-квартира «Фортинайнерс» в Санта-Кларе

### 1946–1978: Ранние годы
«Сан-Франциско Фортинайнерс» стали первой профессиональной спортивной франшизой из Сан-Франциско, и одной из первых профессиональных спортивных команд с Западного побережья США. Таким образом, «Сан-Франциско» в 1946 году вместе с «Лос-Анджелес Рэмс», которые представляли Национальную Футбольную Лигу, стали первыми командами «большой четвёрки» видов спорта (бейсбол, баскетбол, хоккей, американский футбол) из Западной части США, и в конечном счёте сами стали членом Национальной Футбольной Лиги в 1950 году.
В 1957 году «Фортинайнерс» добились первых значимых успехов в НФЛ. После поражения в первом матче сезона, «49-е» выиграли три следующие игры против «Рэмс», «Беарз» и «Пэкерс». 27 октября 1957 года, им предстояло сыграть на домашнем стадионе Кезар Стэдиум матч против «Чикаго Беарз». «Сан-Франциско» уступали по ходу игры со счётом 7–17, когда у владельца команды Тони Морабито случился сердечный приступ, в результате которого он скончался. Игроки команды узнали о его смерти в перерыве, когда тренер Фрэнки Альберт показал им записку, на которой было написано: «Тони больше нет». Со слезами на глазах и мотивацией на победу в честь владельца команды, игроки «Фортинайнерс» вышли на поле и заработали 14 очков, позволивших им выйти вперед со счётом 21–17. Перехват дефенсив-бэка Дики Могле в зачётной зоне в самом конце матча поставил точку в игре, принеся команде победу. После смерти Тони Морабито владельцами «Сан-Франциско» стали его брат Виктор Морабито (1919—1964) и вдова Тони, Джозефина В. Морабито (1910—1995). Специальный ассистент «Фортинайнерс», Луис Дж. Спадиа (1921—2013) был назначен генеральным менеджером.

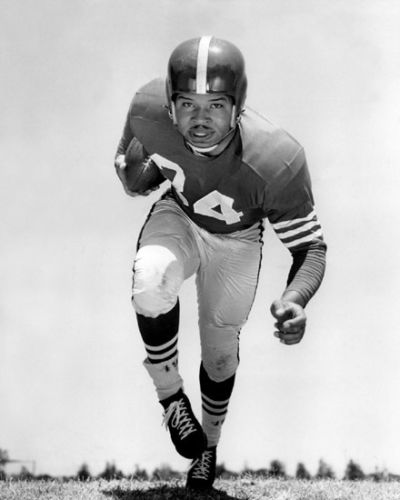
Раннинбек Джо Перри играл за «Фортинайнерс» в течение 14 сезонов

В 50-е годы XX века «Фортинайнерс» славились своей группой игроков нападения, которой дали прозвище «Бэкфилд на миллион долларов» – в неё входили четыре будущих члена Зала Славы американского футбола – квотербек Уай Эй Титтл и раннинбеки Джон Генри Джонсон, Хью МакЭлхенни и Джо Перри. Они стали единственными игроками, игравшими в «Т-формации», которые были включены в Зал Славы («Т-формация» также известна как «фулл-хаус-формация»; суть её заключается в том, что за квотербеком перед началом розыгрыша в линию выстраиваются три раннинбека – построение внешне похоже на букву «Т»).
На протяжении большей части следующих 13 лет, «Сан-Франциско» показывали результат в районе .490 (процентное соотношение побед и поражений), за исключением сезонов 1963 и 1964 года, которые были завершены с результатами 2–12 и 4–10, соответственно. Ключевыми игроками той команды были раннинбек Кен Уиллард, квотербек Джон Броуди и линейный нападения Брюс Босли. Тогда «Фортинайнерс» стали первой командой в НФЛ, начавшей использовать формацию «шотган» (в переводе с английского – «дробовик»). Название этой формации дал человек, её придумавший – это был тренер «Сан-Франциско» Ред Хикки, в 1960 году. Особенностью этой формации является то, что квотербек располагается не вплотную за центром, а в семи ярдах позади него, что дает квотербеку несколько дополнительных секунд на чтение защиты, поиск открытого принимающего и бросок мяча. Впервые построение «шотган» было применено «Фортинайнерс» в 1960 году в победном матче против «Балтимор Кольтс», которые были не знакомы с этой формацией.
В 1961 году «Сан-Франциско», преимущественно используя данную формацию, провели довольно успешное начало сезона, одержав четыре победы в первых пяти играх, включая две «сухие» победы подряд. В шестом матче сезона им противостояли «Чикаго Беарз», которые, сместив игроков ближе к линии скриммеджа и быстро атакуя квотербека, смогли побороть «шотган» и закончить игру «сухой» победой над «Фортинайнерс» 31–0. Несмотря на то, что «49-е» в дальнейших играх одержали всего 3 победы при 5 поражениях и 1 ничьей, формация «шотган» со временем стала неотъемлемой частью нападения многих команд и формацией, применявшейся на всех уровнях американского футбола. Сезон 1962 года «Сан-Франциско» закончили не лучшим образом, записав на свой счёт только 6 побед, причём своих болельщиков на домашнем стадионе Кезар Стэдиум «Найнерс» порадовали лишь однажды, остальные 5 побед были заработаны в гостевых играх. После удручающего сезона-1963 с отрицательной разницей побед и поражений, 10 мая 1964 года в возрасте 45 лет ушёл из жизни Виктор Морабито. Сезон 1964 года также не был успешным для команды.
Согласно Ежегоднику «Фортинайнерс» 1965 года выпуска, совладельцами команды значилась внушительная группа людей – миссис Джозефина В. Морабито Фокс, миссис Джейн Морабито, миссис О. Х. Хайнцельман, Лоуренс Дж. Пурселл, миссис Уиллиам О’Грэйди, Альберт Дж. Руффо, Франклин Миули, Фрэнки Альберт, Луис Дж. Спадиа и Джеймс Гинелла. 1965 год «Сан-Франциско» провели куда лучше, закончив сезон с результатом 7–6–1. Главной движущей силой команды стал квотербек Джон Броуди, восстановившийся после череды травм и ставший одним из лучших распасовщиков того сезона в НФЛ, набрав 3112 пасовых ярда и 30 тачдаунов. В 1966 году, вдовы братьев Морабито назначили Лу Спадиа президентом команды. Перед сезоном-1968 «Фортинайнерс» наняли на должность главного тренера Дика Нолана, который ранее был координатором защиты в «Даллас Ковбойз» у Тома Лэндри, одного из самых успешных тренеров в истории НФЛ. Первые два сезона под руководством Нолана «49-е» провели практически так же, как и в предыдущие десять лет – закончив их с результатами 7–6–1 и 4–8–2.
Однако сезон 1970 года «Сан-Франциско» начали с впечатляющих 7–1–1, с единственным поражением «Атланте» с разницей в одно очко. После поражений «Детройту» и «Лос-Анджелесу», «Найнерс» выиграли два следующих матча и в заключительной игре регулярного сезона им предстояло сыграть против «Окленд Рэйдерс». Перед этой игрой в турнирной таблице у «Сан-Франциско» было минимальное преимущество перед «Рэмс» и «49-м» для завоевания первого в своей истории звания победителя дивизиона требовалась или победа над «Рэйдерс», или поражение «Рэмс» в матче против «Джайентс».
В игре, состоявшейся ранее, «Джайентс» были сокрушены «Рэмс» со счётом 31–3, тем самым от «Сан-Франциско» для победы в дивизионе требовалось во что бы то ни стало побеждать в своем матче. В сырую, дождливую погоду в Окленде, «49-е» были на голову сильнее «Рэйдерс» – 38–7, и стали чемпионами дивизиона НФК Запад. «Найнерс» победили в Дивизионном раунде плей-офф прошлогоднего чемпиона Конференции НФК «Миннесота Вайкингз», и вышли в следующий раунд на «Даллас Ковбойз». В своей последней домашней игре на Кезар Стэдиум «Сан-Франциско» оказали достойное сопротивление гостям из Техаса, однако потерпели поражение со счётом 10–17. Для «Далласа» это был первый в истории титул чемпиона Конференции. В Пробоул в том сезоне было выбрано пять игроков «Фортинайнерс», включая самого ценного игрока сезона квотербека Джона Броуди, вайд-ресивера Джина Вашингтона и лайнбэкера Дэйва Вилкокса, а главный тренер команды Дик Нолан был признан Тренером года в НФЛ. После окончания сезона 1970 года «Сан-Франциско» переехали с Кезар Стэдиум на стадион Кэндлстик Парк. Несмотря на то, что новый стадион располагался на окраине города, Кэндлстик Парк был с намного более современной инфраструктурой, предоставлял фанатам большее количество услуг и оказался удобнее в плане транспортной доступности.
В 1971 году «Фортинайнерс» во второй раз подряд выиграли свой дивизион, закончив регулярный сезон с 9 победами и 5 поражениями. «49-е» победили в дивизионном раунде, в этот раз команда одолела «Вашингтон Редскинз» со счётом 24–20. В следующей игре, за титул чемпиона Конференции НФК, «Сан-Франциско» вновь предстояло сразиться с «Даллас Ковбойз», однако на этот раз уже в Далласе. Несмотря на то, что защите удавалось сдерживать атаки «Ковбойз», у нападения «Сан-Франциско» не получилось ровным счётом ничего, и игра закончилась в пользу «Далласа» со счётом 14–3, которые впоследствии и стали победителями Супербоула. В сезоне-1971 восемь игроков «Фортинайнерс» попали в Пробоул, включая дефенсив-бэков Джимми Джонсона и Джина Вашингтона (оба – во второй раз подряд), дефенсив-энда Седрика Хардмэна, раннинбека Вика Вашингтона и линейного нападения Форреста Блю.
В 1972 году «Сан-Франциско» в третий раз подряд выиграли дивизион НФК Запад, в заключительных шести матчах регулярного сезона одержав пять побед. Таким образом, «49-е» стали единственной командой, которая завоевала первые три дивизионных титула после объединения АФЛ и НФЛ в 1970 году. Их оппонентами в дивизионном раунд плей-офф в третий раз подряд стали «Даллас Ковбойз». В начале игры раннинбек «Фортинайнерс» Вик Вашингтон делает возврат начального удара на 97 ярдов в тачдаун, далее по ходу второй четверти счёт доходит до 21–6 в пользу «Сан-Франциско». После того, как в четвертой четверти «49-е» вели 28–13, тренер «Далласа» выпустил на поле квотербека Роджера Стаубаха, который значился в заявке бэкапом Крейга Мортона. Стаубах быстро провел свой первый драйв, позволив «Ковбойз» пробить филд-гол и сократить отставание до 28–16. Казалось, что времени у «Далласа» уже не оставалось и это будут последние их очки в этой игре. Однако в последние две минуты «Ковбойз» удалось совершить камбэк. После двухминутного предупреждения Стаубаху потребовалось всего 4 розыгрыша и 32 секунды, чтобы пройти 55 ярдов, завершив драйв 20-ярдовым пасом в тачдаун на Билли Паркса, и вплотную приблизиться к «Сан-Франциско» – 28–23. После этого кикер «Далласа» Тони Фритч выполнил успешный онсайд-кик, который накрыл его одноклубник Мел Ренфро, что дало возможность «Ковбойз» завладеть мячом в середине поля за 1 минуту и 20 секунд до конца. Ситуация для «Фортинайнерс» продолжала ухудшаться. Стаубах совершил вынос мяча на 21 ярд, затем бросил точный пас на 19 ярдов в район боковой линии на Билли Паркса, который выбежал за пределы поля около 10-ярдовой отметки, чтобы остановить игровое время. Квотербек «Далласа» завершил драйв пасом в тачдаун на Рона Селлерса всего за 52 секунды до конца игры, обеспечив тем самым победу «Ковбойз» со счётом 30–28 и поставив крест на дальнейшем участии «Сан-Франциско» в борьбе за Супербоул.
Доминирование «Фортинайнерс» в дивизионе НФК Запад завершилось в сезоне 1973 года, который команда окончила с результатом 5–9, худшим с 1969 года. «Найнерс» проиграли в шести из последних восьми игр, включая поражения аутсайдерам «Нью-Орлеан Сэйнтс» и «Детройт Лайонс». В своем последнем сезоне в профессиональной карьере, квотербеку «Сан-Франциско» Джону Броуди пришлось делить игровое время с двумя другими квотербеками, чаще всего – с его бэкапом Стивом Спурриером. Команда также испытывала проблемы из-за отсутствия стабильно играющего раннинбека; Вик Вашингтон в том сезоне набрал на выносе всего 534 ярда. В 1974 году «49-е» задрафтовали раннигбэка Уилбура Джексона из Университета Алабамы с расчётом на то, что он станет ключевым игроком на своей позиции. Джексон провел неплохой для новичка сезон, записав на свой счёт 705 выносных ярдов. Он и его партнер по команде, раннинбек Ларри Шрайбер, суммарно набрали более 1300 ярдов на выносе. После того как Стив Спурриер получил травму и пропустил практически весь сезон, «Сан-Франциско» остались без основного квотербека, однако, с учетом всех проблем с составом, смогли провести не самый плохой сезон, завершив его с результатом 6–8. По ходу сезона команду покинул тайт-энд Тед Квалик, перейдя в недавно созданную Мировую Лигу Футбола, а затем, после упразднения этого турнира в 1975-м году, присоединился к «Окленд Рэйдерс».
Сезон 1975 года «Сан-Франциско» закончили с результатом 5–9, проиграв последние четыре игры. Раннинбек Уилбур Джексон пропустил большую часть сезона из-за травмы; его заменял Дэлвин Уильямс, набрав 631 ярд на выносе. «Фортинайнерс» по ходу сезона обменяли у «Нью-Ингленд Пэтриотс» квотербека Джима Планкетта, бывшего обладателя Хайсман Трофи из калифорнийского Университета Стэнфорда (который также окончил квотербек Джон Броуди). Хотя Планкетт и подавал надежды в «Пэтриотс», он не смог закрепиться в качестве игрока стартового состава, и многие сходились во мнении, что ему нужна была смена обстановки. Главным тренером «Фортинайнерс» был назначен Монте Кларк.
«Сан-Франциско» в 1976 году демонстрировали лучшую выносную игру в НФЛ. Делвин Уильямс проявил себя как элитный раннинбек, набрав более 1200 ярдов на выносе и попав в Пробоул. Уилбур Джексон вернулся на свой прежний уровень, записав на свой счёт 792 ярда. Ресивер Джин Вашингтон второй год подряд был лучшим в команде в игре на приёме – в его активе значились 457 ярдов и 6 тачдаунов. «49-е» начали сезон с шести побед и одного поражения – это был лучшее начало сезона для «Сан-Франциско» с 1970 года. Стоит отметить, что большая часть побед была одержана над командами из нижней половины таблицы, хотя на счету «Найнерс» была и «сухая» победа над «Рэмс» в Лос-Анджелесе со счётом 16–0. В том матче игроки «Сан-Франциско» сделали 10 сэков, 6 из них совершил дефенсив-энд Томми Харт. Однако после этого команда проиграла четыре игры подряд, включая поражения от тех же соперников по дивизиону из Лос-Анджелеса и проигрыш «Атланте», который оказался фатальным для «Сан-Франциско» и их надежд на выход в плей-офф. Президент «Фортинайнерс» Луис Дж. Спадиа ушел со своего поста в 1977 году, после продажи команды семье ДеБартоло. Команду в марте 1977-го приобрел Эдвард Дж. ДеБартоло-младший, и несмотря на то, что сезон «Найнерс» закончили с результатом 8–6, тренер Монте Кларк был уволен после первого же сезона новым генеральным менеджером Джо Томасом, при котором команда проведёт свою худшую серию в истории франшизы.
Под руководством нового тренера Кена Майера «49-е» проиграли первые пять игр сезона 1977 года, причем в двух матчах команда не набрала ни одного очка. Хотя «Найнерс» и смогли одержать победы в 5 из последующих 6 игр, закончили они сезон тремя поражениями с итоговым результатом 5–9. Игра в Сан-Франциско не смогла возродить карьеру Планкетта, и он провел еще один неутешительный сезон, бросив всего 9 тачдаун-пасов. Яркими пятнами для «Фортинайнерс» стали линейные защиты Томми Харт и Кливленд Илам, который попал в Пробоул, а также раннинбеки Уилбур Джексон и Делвин Уильямс, в сумме набравшие более 1600 ярдов на выносе. Джин Вашингтон вновь стал лучшим в команде в игре на приеме, и это был его последний сезон в составе «Сан-Франциско». Межсезонье-1977/78 запомнилось несколькими сомнительными решениями генерального менеджера Джо Томаса, последствия которых оказались весьма неприятными для команды. Большим приобретением Томаса в межсезонье стал раннинбек О. Джей Симпсон из «Баффало Биллс». Как и с Планкеттом двумя годами ранее, считалось, что «спасение» Симпсона из плохой ситуации в прежней команде и переезд на западное побережье, где он родился, вырос и учился, должно возродить его карьеру. Чтобы предоставить игровое время Симпсону, Томас обменял Делвина Уильямса в «Майами Долфинс» на ресивера Фредди Соломона. Томас также отчислил Джима Планкетта, после двух его сезонов в «Найнерс». В заключение Томас уволил главного тренера Кена Майера после одного сезона, и заменил его Питом МакКалли, который стал уже третьим главным тренером за три года.
Сезон 1978 года был провальным для «Сан-Франциско», команда закончила его с результатом 2–14. Две единственные победы были одержаны над «Цинциннати Бенгалс» и «Тампа-Бэй Бакканирз». Симпсон лидировал в команде по выносным ярдам, однако с менее чем 600 ярдами. Стало очевидно, что колени и тело Симпсона уже физически измотаны и он уже был близок к завершению своей карьеры. Второй раннинбек команды, Уилбур Джексон, пропустил весь сезон из-за травмы. Но ещё хуже для «Фортинайнерс» был тот факт, что первый общий пик драфта 1979 года был отдан в «Баффало» как часть сделки по обмену О. Джей Симпсона. Джо Томас был уволен после окончания сезона. Некоторые ключевые игроки, которые стали частью будущего ошеломляющего роста «Сан-Франциско», начали свои карьеры за «49-х» именно в сезоне-1978. Квотербек-первогодка Стив ДеБерг, первый наставник Джо Монтаны, был в том году стартовым квотербеком. Раннинбек Пол Хофер и центр/гард Рэнди Кросс также играли в составе «Найнерс» в 1978 году.

### 1999–2002: Смена владельца
Срок отстранения Дебартоло закончился в 1999 году, однако серия судебных процессов, связанных с девелоперскими холдингами семьи Дебартоло, заставила его в 2000 году передать контроль над франшизой своей сестре Дениз и её мужу, Джону Йорку, в обмен на остальные части громадного семейного бизнеса. Дениз Дебартоло Йорк стала председателем правления команды, Джон Йорк – генеральным директором. Что касается футбольной стороны, «Фортинайнерс» начали сезон 1999 года с трёх побед и одного поражения, после чего, во время транслировавшейся на всю страну игры Monday Night Football против «Аризона Кардиналс», Стив Янг получил серьёзный удар из «слепой зоны» от корнербэка Эниаса Уильямса, в результате которого ему пришлось покинуть футбольное поле до конца игры, и в конечном счёте, принять решение завершить свою карьеру. В то время все были убеждены, что именно тот удар поставил точку в его профессиональной карьере, однако позднее Янг рассказывал в интервью, что мог вернуться и отыграть ещё сезон или два. После встречи с тогдашним генеральным менеджером Биллом Уолшем и разговора о том, что проблемы с «потолком зарплат» сделают команду неконкурентоспособной, Янг решил завершить карьеру, отказавшись рисковать своим здоровьем и не приняв дальнейшего возможного ухода в другую команду. В отсутствие будущего члена Зала Славы, 29-летний новичок Джефф Гарсия (до этого он отыграл пять лет в Канадской Футбольной Лиге) занял место стартового квотербека, но вскоре в связи с плохими выступлениями уступил его Стиву Стенстрёму. В конце сезона Гарсия вновь получил право выйти на поле в стартовом составе, отыграв в этом статусе последние пять матчей регулярного сезона. «Сан-Франциско» проиграли 11 из 12 последних игр, и, таким образом, провели первый сезон с отрицательной разницей побед и поражений впервые с 1980 года, а также первый сезон с 1980 года, в котором команда не смогла выиграть 10 и более игр (в обоих случаях за исключением сезона-1982, который был сокращен с 16 до 9 игр по причине массовой забастовки игроков). Кроме того, сезон 1999 года был омрачен смертью Бобба МакКиттрика от рака. С 1979 года на протяжении 21 года он тренировал линию нападения «Фортинайнерс».
Перед началом регулярного сезона 2000 года Джефф Гарсия был назван стартовым квотербеком, несмотря на то, что «Найнерс» выбрали на драфте двух квотербеков (Джованни Кармацци в третьем раунде и Тима Рэттея в седьмом). Гарсия выходил в стартовом составе в течение всего сезона и показал существенное улучшение своей игры по сравнению с прошлым сезоном. Он побил рекорд франшизы по количеству пасовых ярдов за один сезон (4278 ярдов), заработав 31 тачдаун и сделав только 10 перехватов. Гарсия и Террелл Оуэнс, который зарекомендовал себя в качестве принимающего номер 1 в команде, впервые были выбраны в Пробоул. Тем не менее, «Сан-Франциско» закончили сезон с результатом 6-10, не попав в плей-офф второй раз подряд, впервые с 1979-1980 года. Защита команды позволила набирать соперникам в среднем 26,4 очка за игру и суммарно 422 очка за весь сезон. 2000 год стал последним для Джерри Райса в составе «Фортинайнерс», он играл за команду на протяжении 16 сезонов. В 2001 году «49-е» вновь вышли в раунд плей-офф после двух неудачных сезонов, закончив его с результатом 12-4 и попав в игры уайлд-кард. Четверть побед в регулярном сезоне была заработана в камбэках в последней четверти матча. Защита играла заметно лучше, статистически с 28-й по лиге в 2000 году поднявшись до 9-й в 2001-м. Террелл Оуэнс стал главной целью Джеффа Гарсии. Раннинбек Гаррисон Хёрст, который был вынужден уйти из футбола после перелома лодыжки в дивизионном раунде плей-офф сезона 1998 года, вернулся в состав после более чем двух лет реабилитации. Он стал первым игроком в истории НФЛ, который вернулся в футбол после травмы с возникновением остеонекроза (отмирание клеток кости в результате недостаточного кровоснабжения). Хёрст провел отличный сезон, набрав 1206 выносных ярдов, со средним показателем 4,8 ярда за попытку, за что и получил от лиги специальную награду за возвращение года – NFL Comeback Player of the Year Award. За последние шесть недель регулярного сезона защита «Сан-Франциско» провела три игры «на ноль» («сухие» победы над «Баффало Биллс», «Майами Долфинс» и «Орлеан Сэйнтс»), и практически смогла это сделать ещё в одной игре – против «Филадельфия Иглз». В первом матче в плей-офф за последние два года, «Фортинайнерс» сыграли против «Грин-Бей Пэкерс» на «Лэмбо Филд» в раунде уайлд-кард конференции НФК, однако проиграли со счётом 25-15.
Сезон 2002 года в НФЛ начался с реорганизации дивизионов. У «49-х» появились два новых дивизионных соперника – «Сиэтл Сихокс» и «Аризона Кардиналс», в то время как бывшие оппоненты, «Атланта Фэлконс», «Нью-Орлеан Сэйнтс» и «Каролина Пэнтерс», отправились в только что созданный дивизион НФК Юг. Результаты команды ухудшились по сравнению с прошлым годом. Джефф Гарсия после 31 и 32 заработанных тачдаунов в предыдущих двух сезонах, в 2002 году записал на свой счёт только 21 тачдаун. Защита «Сан-Франциско» временами испытывала сложности, в итоге опустившись с 9-го на 19-е место в лиге. Тем не менее, хотя команда и не была столь успешной, как в сезоне-2001, «Фортинайнерс» выиграли дивизион НФК Запад впервые с 1997 года, одержав необходимую для этого победу на последней секунде игры против «Даллас Ковбойз» тачдаун-пасом на Террелла Оуэнса. Таким образом, сезон-2002 «Найнерс» закончили с результатом 10-6. В раунде уайлд-кард конференции НФК им предстояло принимать у себя дома «Нью-Йорк Джайентс». По ходу третьей четверти этого матча «Джайентс» владели серьёзным преимуществом в счете – 38-14, однако защита «Нью-Йорка», которая высоко котировалась в течение всего сезона, начала «разваливаться», и к последней минуте четвертой четверти «Сан-Франциско» во главе с Джеффом Гарсией смогли ликвидировать 24-очковый дефицит и заработать одноочковое преимущество. Квотербек «Джайентс» Керри Коллинс меньше чем за минуту смог привести свою команду к 23-ярдовой линии на половине поля «Фортинайнерс» и получить возможность за шесть секунд до конца игры пробить решающий филд-гол. Лонг-снэппер Трей Джанкин, который был подписан «Нью-Йорком» на этой же неделе, сделал плохой снэп, в результате чего холдер Мэтт Аллен не смог поставить мяч кикеру и попытался сделать пас, но был неточен, однако во время розыгрыша судьи выбросили флаг. Первоначально зрителям и игрокам «Джайентс» показалось, что это была интерференция паса (помеха ловле) со стороны защиты «Сан-Франциско», но судья назначил штраф «Джайентс» за нелегального принимающего, после чего игра была окончена. На следующий день НФЛ признала, что судья допустил ошибку, «Фортинайнерс» действительно совершили интерференцию паса, и попытка «Нью-Йорк Джайентс» должна была быть переиграна. На состоявшейся после этого пресс-конференции один из журналистов спросил главного тренера «49-х» Стива Мариуччи о том, что он думает по поводу судейской ошибки, на что Мариуччи ответил: «Это отстой». Этот камбэк, завершившийся победой «Сан-Франциско» со счётом 39-38, стал вторым за всю историю плей-офф НФЛ по количеству отыгранных очков. «Найнерс» проиграли на следующей неделе в дивизионном раунде будущему победителю Супербоула «Тампа-Бэй Бакканирз» со счётом 31-6. Это было последнее участие «Фортинайнерс» в плей-офф до наступления сезона 2011 года. Стив Мариуччи, чьи публичные заявления о степени его полномочий в организации испортили и без того натянутые отношения с руководством команды, был уволен Джоном Йорком, несмотря на хорошо проведённый сезон.

## Достижения
Победители чемпионата лиги (5)
- Победители Супербоула (5)
  - 1981 (XVI), 1984 (XIX), 1988 (XXIII), 1989 (XXIV), 1994 (XXIX)

Победители конференции (8)
- НФК: 1981, 1984, 1988, 1989, 1994, 2012, 2019, 2023

Победители дивизиона (19)
- Запад НФК: 1970, 1971, 1972, 1981, 1983, 1984, 1986, 1987, 1988, 1989, 1990, 1992, 1993, 1994, 1995, 1997, 2002, 2011, 2012

### Зарезервированные номера
| Навсегда закреплённые номера «Сан-Франциско» |                      |                |                                                                                                |
| #                                            | Игрок                | Позиция        | Пребывание в команде                                                                           |
| 8                                            | Стив Янг             | QB             | 1987—1999                                                                                      |
| 12                                           | Джон Броуди *        | QB             | 1957—1973                                                                                      |
| 16                                           | Джо Монтана          | QB             | 1979—1992                                                                                      |
| 34                                           | Джо Перри            | FB             | 1948—1960, 1963                                                                                |
| 37                                           | Джимми Джонсон       | CB             | 1961—1976                                                                                      |
| 39                                           | Хью Макэлхенни       | RB             | 1952—1960                                                                                      |
| 42                                           | Ронни Лотт           | S, CB          | 1981—1990                                                                                      |
| 70                                           | Чарли Крюгер         | DL             | 1959—1973                                                                                      |
| 73                                           | Лео Номеллини        | DT             | 1949—1963                                                                                      |
| 79                                           | Боб Сент-Клэр        | OT             | 1953—1963                                                                                      |
| 80                                           | Джерри Райс          | WR             | 1985—2000                                                                                      |
| 87                                           | Дуайт Кларк          | WR             | 1979—1987                                                                                      |
| -                                            | Эдвард Дебартоло мл. | Владелец       | 1978—2000                                                                                      |
| -                                            | Билл Уолш            | Главный тренер | 1979—1988 (Тренер), 1999-2001 (Вице-президент и Генеральный менеджер), 2002—2004 (Консультант) |

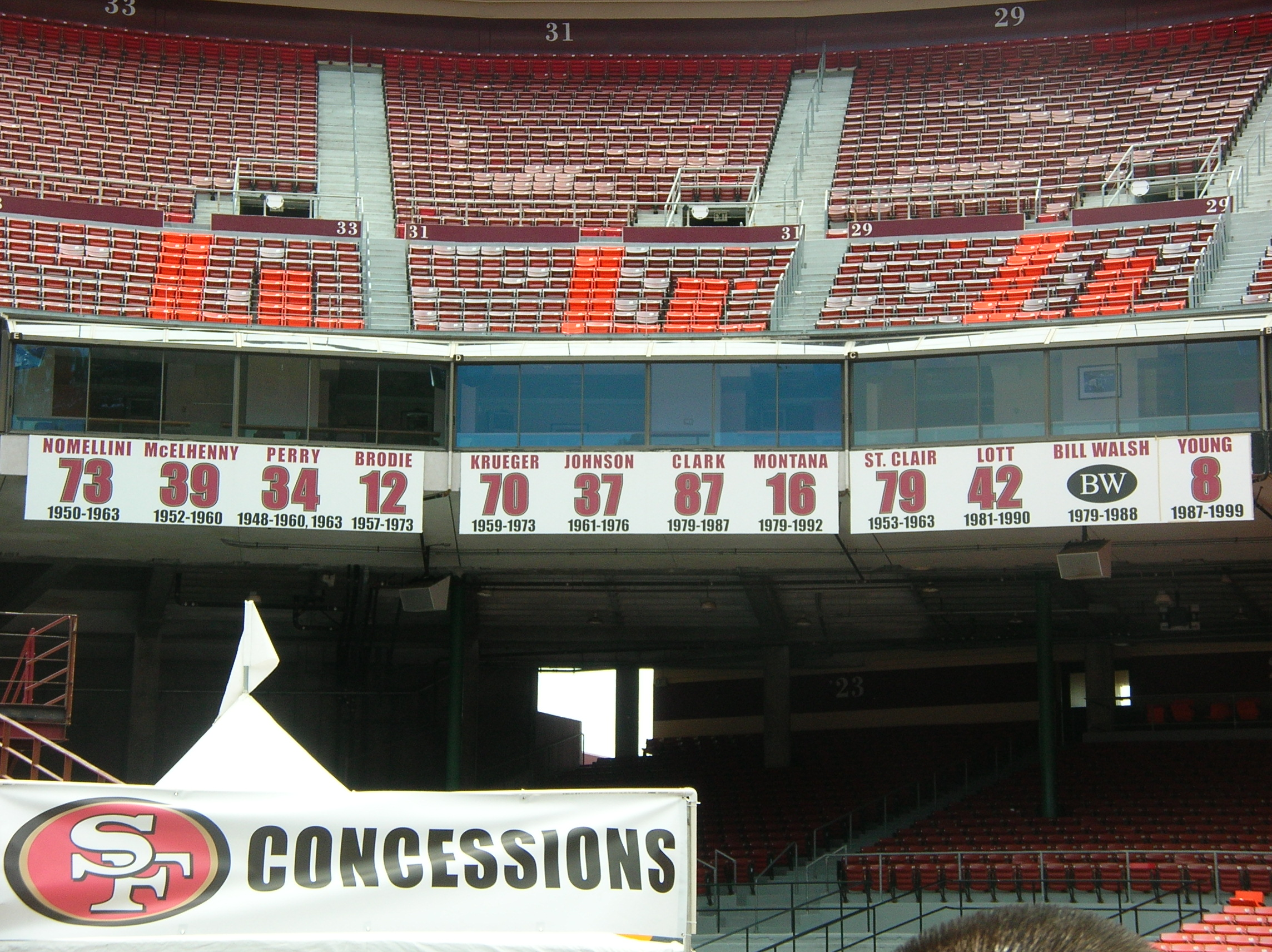
Выбывшие номера 49ers на юго-восточной стороне Кэндлстик-парк в июне 2009 года.

* В период выступления за 49-х с 2006 по 2007, квотербек Трент Дилфер, давний друг Броуди, носил № 12 с его согласия.